# Santiago Tapextla
Santiago Tapextla es una población del estado mexicano de Oaxaca. Es uno de los llamados "Pueblos Negros de México", ya que la mayoría de está población pertenece a esta etnia.